# Quality Investing
Quality Investing ist eine Anlagestrategie, die auf der Identifikation von Investitionsobjekten mit überdurchschnittlich hohen Qualitätsmerkmalen basiert.
Die Idee des Quality Investing stammt aus der Welt von Anleihen und Immobilien, wo über Ratings und Gutachten die Qualität und auch der Preis des Investitionsobjekts bestimmt wird.
Bei Aktien werden mittels Fundamentalanalyse, ergänzt um weiche Qualitätskriterien wie die Glaubwürdigkeit der Unternehmensführung, Titel identifiziert, die besonders wertvoll, und darüber hinaus auch qualitativ hervorstechend sind. Quality-Investoren investieren zumeist auch nur in jene Qualitätstitel, die eine günstige Bewertung am Aktienmarkt aufweisen.

## Geschichte
Die Einteilung von Investitionsobjekten nach Qualitätsmerkmalen hat bei Anleihen und Immobilien eine lange Tradition. Bonitätsnoten ergeben ein Qualitätskriterium bei Anleihen von Unternehmen und Staaten – anlagewürdige Bonität steht für höhere Qualität als spekulative Bonität; Anleihen von spekulativer Bonität werden entsprechend auch Schrottanleihe oder Ramschanleihe genannt. Bei Immobilien erfolgt eine Qualitätsbeurteilung durch Experten und sogenannte Sachverständige. Obwohl nicht gesetzlich geregelt, wird die Qualität anhand eines bestimmten Kriterienkatalogs bestimmt und dient zumeist der Wertermittlung der Immobilie.
Benjamin Graham, der Urvater des Value Investing, war der erste, der die Qualitätsproblematik bei Aktien bereits in den 1930er Jahren erkannte und eine Unterscheidung zwischen qualitativ hoch- und minderwertigen Aktien vornahm. Von ihm stammt auch die Beobachtung, dass die größten Verluste nicht dadurch entstehen, dass Qualität zu einem zu hohen Preis gekauft wird, sondern dadurch, dass man geringe Qualität zu scheinbar günstigen Kursen erwirbt.
In der betriebswirtschaftlichen Fachliteratur erlangte das Qualitätsthema im Unternehmenskontext besonders durch die 1970 entwickelte BCG-Matrix verstärkt Aufmerksamkeit. Anhand der beiden Ausprägungsdimensionen Marktwachstum (angelehnt an den Produktlebenszyklus) und Marktanteil (angelehnt an das Erfahrungskurvenkonzept) lassen sich Produkte innerhalb eines Unternehmens, aber auch Unternehmen selbst, in zwei Qualitätskategorien („Cash Cows“ und „Stars“) und zwei Nicht-Qualitätskategorien („Question Marks“ und „Poor Dogs“) unterteilen und in einer Matrix darstellen. Weitere wichtige Werke zur betriebswirtschaftlichen Qualität von Unternehmen stammen vor allem aus der amerikanischen Management-Literatur. Dazu gehören beispielsweise In Search of Excellence von Thomas Peters und Robert Waterman, Built to Last von Jim Collins und Jerry Porras sowie Good to Great von Jim Collins.
Quality Investing hat besonders nach dem Platzen der Börsenblase 2001 und spektakulären Pleiten wie Enron, Worldcom und Parmalat Auftrieb erfahren. Bilanzfälschungen und andere Finanzbetrügereien führten unter Investoren zu vermehrter Nachfrage nach einer gezielten Auswahl von Qualitätsaktien.

## Identifikation von Quality-Aktien
Zur Identifikation von Quality-Aktien orientieren sich systematische Quality-Investoren in der Regel an einem definierten Kriterienkatalog. Dieser ist zumeist selbst entwickelt und wird kontinuierlich gepflegt. Selektionskriterien, die nachweislich einen Einfluss und Erklärungsgehalt auf den betriebswirtschaftlichen Erfolg eines Unternehmens haben, lassen sich in fünf Kategorien einteilen:
1. Finanzkraft: Eine Überprüfung der Finanzkraft eines Unternehmens erfolgt maßgeblich anhand der Bilanz und durch Vergleiche von Finanzkennzahlen mit Sektor- oder Marktdurchschnitten oder durch einen direkten Vergleich mit anderen Unternehmen. Dabei sollten die Zahlenwerte nicht isoliert betrachtet, sondern im Gesamtkontext des Unternehmens gesehen werden. Ein besonderes Augenmerk sollte den Erträgen, den Cashflows und Free Cashflows sowie der Verschuldung gewidmet werden. Auch die Quelle der Erträge sollte man unter die Lupe nehmen. Je mehr Erträge das Unternehmen im Kerngeschäft erwirtschaften kann, desto besser ist es tendenziell aufgestellt.
2. Kurspotenzial: Die Qualität und die günstige Aktienbewertung sind beim Quality Investing eng miteinander verknüpft. Während ein rigoroser Qualitätsfilter die Aktie teilweise vor Kurseinbrüchen aufgrund einer negativen Unternehmensentwicklung bewahren kann, soll die Einbeziehung einer günstigen Bewertung garantieren, dass die Aktie mittel- bis langfristig den Markt schlägt. Bei der Bewertung gilt es besonders auf Discounted Cash Flows, das Kurs-Gewinn-Verhältnis sowie das Kurs-Buchwert-Verhältnis zu achten. Vergleicht man die ermittelten Werte mit Marktdurchschnitten, erhält man ein Indiz für die Bewertung der Aktie.
3. Geschäftsmodell: Die Analyse des Geschäftsmodells soll Aufschluss darüber liefern, mit welcher Strategie das Unternehmen welche Märkte mit welchem Sortiment bedient. Dabei spielt besonders der Wettbewerbsvorteil eine wichtige Rolle. Das Geschäftsmodell muss nachvollziehbar sein und sollte einerseits fokussiert auf die Kernexpertise, aber andererseits ausreichend diversifiziert sein. Die Geschäftsrisiken und die Geschäftsentwicklung müssen kalkulierbar sein und es muss einschätzbar sein, wie hoch das Ertragspotenzial für das Geschäftsmodell ist.
4. Marktumfeld: Eine Analyse des Marktumfelds ist für die Qualitätsbeurteilung eines Geschäftsmodells unerlässlich. Dabei sollte von einer Branchenbetrachtung abgesehen werden. Qualitätsunternehmen müssen sich in einem bestimmten Markt behaupten können und dürfen nicht nur aus einer unter Umständen schwachen Branche herausragen. Bei der Analyse des Marktumfelds spielt die potenzielle Marktgröße und die Positionierung des Unternehmens in diesem Markt eine ebenso große Rolle wie die zukünftige Marktentwicklung und der Wettbewerbsgrad. Wichtig ist zudem, welche Profitabilität in diesem Markt erreicht werden kann und mit welcher Kapitalintensität gerechnet werden muss.
5. Management: Ein Unternehmen ist zumeist nur so gut wie die Menschen, von denen es geführt wird. Eine Bewertung des Managements ist somit wichtig, aber auch relativ schwierig. Indikatoren für ein gutes Management können niedrige Fluktuationsraten sein. Wenig Wechsel, besonders im Managementteam, sind oft ein gutes Zeichen. Die Führungsorganisation eines Unternehmens sollte zudem logisch aufgebaut und klar strukturiert sein. Ein schneller Führungsrhythmus, d. h. häufige Vorstands- und Aufsichtsratssitzungen, können Indizien für gute Kommunikation und funktionierende Prozesse sein. Zudem sollte ein guter Kontakt zu den Shareholdern bestehen. Die Güte von Investor Relations kann Hinweise darauf liefern.

## Quality vs. Value und Growth
Quality Investing ist ein Anlagestil, der unabhängig von Value Investing und Growth Investing betrachtet werden kann. Ein Quality Portfolio kann demnach sowohl Growth- als auch Value-Aktien enthalten.
Value Investing stützt sich heutzutage vornehmlich auf die Aktienbewertung. Gewisse Bewertungskennzahlen wie das Kurs-Gewinn- und das Kurs-Buchwert-Verhältnis spielen dabei eine zentrale Rolle.  Value wird dabei entweder über das Bewertungsniveau im Vergleich zum Gesamtmarkt oder zum Sektor definiert oder aber als das Gegenteil von Growth. Eine fundamentale Unternehmensanalyse ist dabei eher zweitrangig. Ein Value-Investor kauft demnach ein Unternehmen, weil es in seinen Augen unterbewertet ist und es sich zudem um ein gutes Unternehmen handelt. Ein Quality-Investor kauft ein Unternehmen, weil es ein exzellentes Unternehmen ist und zudem ein attraktives Bewertungsniveau aufweist.
Growth Investing setzt vor allem auf Wachstumswerte. Gewinneinschätzungen von Experten führen zur Kenngröße Gewinn je Aktie. Nur Titel, denen hohe zukünftige Gewinne und ein starkes Wachstum des Gewinns pro Aktie zugetraut werden, werden selektiert. Die Frage, zu welchem Aktienpreis diese Gewinnerwartungen gekauft werden und auf welcher fundamentalen Basis das Wachstum fußt, sind dabei sekundär. Growth-Investoren kaufen somit vornehmlich Aktien mit großem Gewinnwachstum und hohen Gewinnerwartungen, gleich welchen Bewertungsniveaus. Quality-Investoren bevorzugen Titel, deren hohes Gewinnwachstum auf einer soliden fundamentalen Basis aufbaut und die gleichzeitig einen gerechtfertigten Preis aufweisen.